# Anthaxia kreuzbergi
Anthaxia kreuzbergi es una especie de escarabajo del género Anthaxia, familia Buprestidae. Fue descrita científicamente por Richter en 1944.